# 波切普
52°56′N 33°27′E / 52.933°N 33.450°E
波切普（俄语：Почеп）是俄羅斯布良斯克州中部的一個城市，距離布良斯克西南84公里。2002年時人口為17,064人。
1457年建立，1919年設市。